# Фомское
Фомское — деревня в Грязовецком районе Вологодской области.
Входит в состав Юровского муниципального образования, с точки зрения административно-территориального деления — в Минькинский сельсовет.
Расстояние до районного центра Грязовца по автодороге — 40,5 км, до центра муниципального образования Юрово по прямой — 12 км. Ближайшие населённые пункты — Михайлово, Алферово, Филиппово.
По переписи 2002 года население — 3 человека.